# Liste des épisodes de Log Horizon
Cet article est un complément de l’article sur le light novel Log Horizon. Il contient la liste des épisodes de l'adaptation en série télévisée d'animation répartie en saisons.

## Saison 1
| No | Titre français                    | Titre japonais         | Titre japonais              | Date de 1re diffusion |
| No | Titre français                    | Kanji                  | Rōmaji                      | Date de 1re diffusion |
| --- | --------------------------------- | ---------------------- | --------------------------- | --------------------- |
| 1 | L'Apocalypse                      | 大災害                 | Dai Saigai                  | 5 octobre 2013        |
| Shiroe, un jeune garçon se réveille dans le monde d'Elder Tale. Accompagné de ses deux acolytes Akatsuki et Naotsugu, ils devront apprendre à vivre dans ce monde |                                   |                        |                             |                       |
| 2 | La Bataille de Loka               | ロカの遭遇戦           | Roka no Sōgū-sen            | 12 octobre 2013       |
| Un homme est mort, et a ressuscité. Shiroe, Akatsuki et Naotsugu se font attaquer par des PPK. Une fois le combat terminé, Shiroe qui avait reçu un appel de Marielle se retrouve dans le hall de la guilde de celle-ci. Elle demanda à nos trois amis de rester s'occuper de leur guilde le temps de leur absence pour sauver une de leurs membres à Susukino. Finalement c'est notre petite équipe qui partira pour Susukino . |                                   |                        |                             |                       |
| 3 | Les Profondeurs de Palm           | パルムの深き場所       | Parumu no Fukaki Basho      | 19 octobre 2013       |
| Pour arriver plus rapidement à Susukino ils prennent le chemin des Profondeurs de Palm et arrivent enfin à Susukino. |                                   |                        |                             |                       |
| 4 | L'Évasion                         | 脱出                   | Dasshutsu                   | 26 octobre 2013       |
| Une guilde nommée Brigandia fait régner la terreur chez les villageois comme les aventuriers. Après à voir trouvé Sérara, Nyanta son sauveur, qui est un ami de Shiroe, se joint au groupe pour le combat entre eux et Brigandia. |                                   |                        |                             |                       |
| 5 | Le Retour vers Akiba              | アキバへの帰還         | Akiba e no Kikan            | 2 novembre 2013       |
| 6 | Détermination                     | 決意                   | Ketsui                      | 9 novembre 2013       |
| 7 | Le Croissant de Lune              | クレセントムーン       | Kuresento Mūn               | 16 novembre 2013      |
| 8 | Le Rusé à lunettes                | 腹ぐろ眼鏡             | Haraguro Megane             | 23 novembre 2013      |
| 9 | Le Conseil de la Table Ronde      | 円卓会議               | Entaku Kaigi                | 30 novembre 2013      |
| 10 | Prends-le de tes mains            | その手につかみとれ     | Sono-te ni Tsukamitore      | 7 décembre 2013       |
| 11 | L'Invitation d'Eastal             | イースタルからの招待状 | Īsutaru Kara no Shōtaijō    | 14 décembre 2013      |
| 12 | La Forêt de Ragranda              | ラグランダの杜（もり） | Raguranda no Mori           | 21 décembre 2013      |
| 13 | Bouclier et liberté               | 盾と自由               | Tate to Jiyū                | 28 décembre 2013      |
| 14 | Le Grand Bouleversement           | ワールドフラクション   | Wārudo Furakushon           | 4 janvier 2014        |
| 15 | L'Assaut                          | 襲撃                   | Shūgeki                     | 11 janvier 2014       |
| 16 | Le Retour du roi des gobelins     | ゴブリン王の帰還       | Goburin ō no Kikan          | 18 janvier 2014       |
| 17 | La Princesse paresseuse et lâche  | 怠惰で臆病な姫君       | Taida de Okubyō na Himegimi | 25 janvier 2014       |
| 18 | Le Corps expéditionnaire          | 遠征軍                 | Ensei Gun                   | 1er février 2014      |
| 19 | Dans ses pas                      | あの背中を追いかけて   | Ano Senaka o Oikake te      | 8 février 2014        |
| 20 | Le Contrat                        | 契約                   | Keiyaku                     | 15 février 2014       |
| 21 | Une Valse à deux                  | ふたりでワルツを       | Futari de Warutsu o         | 22 février 2014       |
| 22 | L'Hirondelle et le bébé étourneau | つばめとひなむく       | Tsubame to Hinamuku         | 1er mars 2014         |
| 23 | L'Apprentie du magicien           | 魔法使いの弟子         | Mahōtsukai no Deshi         | 8 mars 2014           |
| 24 | Confusion                         | 混乱                   | Konran                      | 15 mars 2014          |
| 25 | Le Festival de la Balance         | 天秤祭（てんびんさい） | Tenbin-Sai                  | 22 mars 2014          |

## Saison 2
| No      | Titre français                    | Titre japonais           | Titre japonais            | Date de 1re diffusion |
| No      | Titre français                    | Kanji                    | Rōmaji                    | Date de 1re diffusion |
| ------- | --------------------------------- | ------------------------ | ------------------------- | --------------------- |
| 1 (26)  | Shiroe dans les terres du nord    | 北の国のシロエ           | Kita no kuni no Shiroe    | 4 octobre 2014        |
| 2 (27)  | Hors-la-loi et Œil de mithril     | 無法者とミスリルアイズ   | Muhōmono to misuriru aizu | 11 octobre 2014       |
| 3 (28)  | Le Chemin vers les abysses        | 奈落の参道               | Naraku no sandō           | 18 octobre 2014       |
| 4 (29)  | Les Ailes Brisées                 | ひび割れた翼             | Hibiware ta tsubasa       | 25 octobre 2014       |
| 5 (30)  | Le Réveillon                      | クリスマス・イブ         | Kurisumasu ibu            | 1er novembre 2014     |
| 6 (31)  | Errance au petit matin            | 夜明けの迷い子           | Yoake no mayoigo          | 8 novembre 2014       |
| 7 (32)  | Les Demoiselles de l'Érable d'eau | 水楓の乙女たち           | Suifū no otome-tachi      | 15 novembre 2014      |
| 8 (33)  | Le Raid d'Akiba                   | アキバレイド             | Akiba reido               | 22 novembre 2014      |
| 9 (34)  | L'Évolution du champ de bataille  | 変わりゆく戦場           | Kawariyuku senjō          | 29 novembre 2014      |
| 10 (35) | Le Maître de guilde               | ギルドマスター           | Girudo masutā             | 6 décembre 2014       |
| 11 (36) | Un Nouvel Assaut                  | リトライ                 | Ritorai                   | 13 décembre 2014      |
| 12 (37) | L'Or des Kunie                    | 供贄の黄金               | Kunie no ōgon             | 20 décembre 2014      |
| 13 (38) | Doux Piège pour la Saint-Valentin | 甘いワナ                 | Amai wana                 | 27 décembre 2014      |
| 14 (39) | En route vers l'est, Kanami !     | カナミ、ゴー！イースト！ | Kanami, gō! Īsuto!        | 10 janvier 2015       |
| 15 (40) | Le Départ                         | 旅立ち                   | Tabidachi                 | 17 janvier 2015       |
| 16 (41) | Le Vampire diurne                 | 真昼の吸血鬼             | Mahiru no kyūketsuki      | 24 janvier 2015       |
| 17 (42) | Les Chevaliers d’Odysseia         | オデュッセイア騎士団     | Odyusseia kishidan        | 31 janvier 2015       |
| 18 (43) | Après le concert                  | ライブがはねたら         | Raibu ga hanetara         | 7 février 2015        |
| 19 (44) | Nuit pourpre                      | 赤き夜                   | Akaki yoru                | 14 février 2015       |
| 20 (45) | La Chanson d'anniversaire         | バースデイ・ソング       | Bāsudei songu             | 21 février 2015       |
| 21 (46) | Battements d'ailes d'alouettes    | ひばりたちの羽ばたき     | Hibari-tachi no habataki  | 28 février 2015       |
| 22 (47) | Les Étrangers                     | 異邦人                   | Ihōjin                    | 7 mars 2015           |
| 23 (48) | Isaac et Icelus                   | アイザックとイセルス     | Aizakku to Iserusu        | 14 mars 2015          |
| 24 (49) | Le Sommeil du papillon de nuit    | 常蛾の眠り               | Jōga no nemuri            | 21 mars 2015          |
| 25 (50) | Les pionniers                     | 開拓者たち               | Kaitakusha-tachi          | 28 mars 2015          |

## Saison 3 - Destruction of the Round Table
| No      | Titre français              | Titre japonais   | Titre japonais        | Date de 1re diffusion |
| No      | Titre français              | Kanji            | Rōmaji                | Date de 1re diffusion |
| ------- | --------------------------- | ---------------- | --------------------- | --------------------- |
| 1 (51)  | Le Mariage de Raynesia      | レイネシアの結婚 | Reineshia no Kekkon   | 13 janvier 2021       |
| 2 (52)  | Le Duc d’Akiba              | アキバ公爵       | Akiba Kōshaku         | 20 janvier 2021       |
| 3 (53)  | La Table ronde se fissure   | ひびわれる円卓   | Hibiwareru Entaku     | 27 janvier 2021       |
| 4 (54)  | Élections générales à Akiba | アキバ総選挙     | Akiba Sōsenkyo        | 3 février 2021        |
| 5 (55)  | À chacun sa bénédiction     | それぞれの祝福   | Sorezore no Shukufuku | 10 février 2021       |
| 6 (56)  | Sen de la Source            | 桃源郷の仙君     | Tōgenkyō no Sen-kun   | 17 février 2021       |
| 7 (57)  | Pas une malédiction         | 呪いではなく     | Noroi de wa Naku      | 24 février 2021       |
| 8 (58)  | Le plus vieux des Anciens   | 最古の古来種     | Saiko no Koraishu     | 3 mars 2021           |
| 9 (59)  | Admiration                  | あこがれ         | Akogare               | 10 mars 2021          |
| 10 (60) | Le Labyrinthe d'Akiba       | アキバの迷宮     | Akiba no Meikyū       | 17 mars 2021          |
| 11 (61) | Le Génie du Désespoir       | 失望の典災       | Shitsubō no Tensai    | 24 mars 2021          |
| 12 (62) | La Ballade de Nightingale   | 夜啼鳥の唄       | Naichingēru no Uta    | 31 mars 2021          |